# 포르테피아노

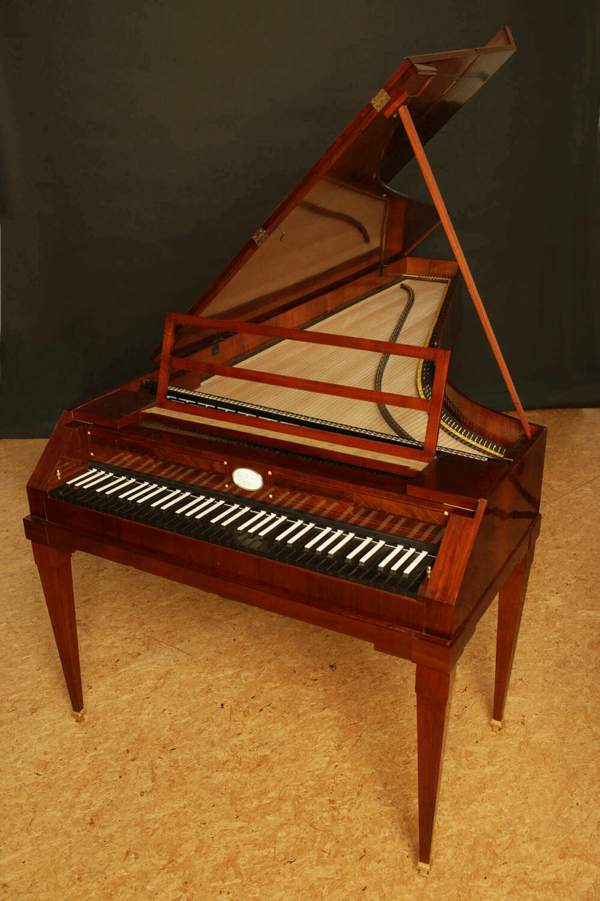
포르테피아노

포르테피아노(fortepiano)는 초기의 피아노이다.
이 이름은 Scipione Maffei가 1711년 저술한 '크리스토포리의 피아노' 즉, 바르톨로메오 크리스토포리가 1700년 제작한 악기를 "gravicembalo col piano, e forte"( "강약조절이 가능한 하프시코드")로 묘사한 것에서 유래되었다. 이 악기는 "Gottfried Silbermann"이 독일에서 포르테피아노를 만들기 시작한 후 유명해졌다. 이 악기를 구입한 인물들 가운데 저명인사로는 프리드리히 2세가 존재하며 그의 카펠 마이스터 카를 필리프 에마누엘 바흐가 연주하였다.
가장 저명한 포르테 피아노 제작자 중 한 명으로 독일 아우크스부르크 출신의 요한 안드레아스 슈타인이 있다. 슈타인은 19세기 중반까지 비엔나 피아노에서 인기있는 소위 "빈사람"액션을 개발하였다. 빈의 저명한 피아노 제작자 중 다른 인물로는 안톤 월터가 존재한다. 모차르트의 월터 포르테 피아노는 현재 오스트리아 잘츠부르크에 있는 모차르트 박물관에 소장되어 있다. 하이든도 월터 피아노를 소유한 바 있으며, 베토벤 역시 구입 의사를 밝힌 바 있다. 가장 유명한 초기 -로맨틱 한 피아노 제작자는 콘래드 그라프(1782–1851)로 베토벤의 마지막 피아노를 만들었다. 그의 악기는 쇼팽, 멘델스존 및 슈만이 연주한 바 있다. 요한 브람스는 요한 침례교 스트라이처의 피아노를 선호했다. 영국 피아노 학교 건축가에는 요하네스 줌페, 로버트 스토 다트 및 존 브루드 우드가 포함되었다. 포르테 피아노 시대 프랑스의 저명한 피아노 제작자로는 에라 드, 플레 엘(쇼팽이 가장 좋아하는 제작자), 보이슬롯 (리스트 가 가장 좋아하는 제작자)이 있다.
19세기 중반부터 포르테피아노는 새로운 산업적 방법으로 생산될 수 있도록 광범위한 기술 개발을 맞이했다 (자세한 내용은 피아노 참조). 19세기 말에는 구형 악기의 제작이 중단되었다. 20세기 후반에 하프시코드와 포르테피아노에 대한 관심의 부활을 포함하여 시대 악기에 대한 관심이 크게 증가하였다. 이 20세기 포르테피아노 부흥에 포함된 유명한 포르테피아노 제작자로는 필립 벨트, 마가렛 F. 후드, 크리스토퍼 클락 및 폴 맥 널티 등의 인물이 있다.
포르테피아노의 재도입은 18세기와 19세기 초반 음악을 작곡한 악기로 연주할 수 있게 하여 이 음악에 대한 새로운 통찰력을 얻을 수 있도록 하였다. 점점 더 많은 음악 학교가 포르테피아노 학습 과정을 시작하고 있다. 바르샤바 쇼팽 연구소가 주최 한 브뤼헤 MA 콩쿠르와 쇼팽 시대 악기에 대한 국제 쇼팽 콩쿠르 등 여러 포르테 피아노 콩쿠르가 있다.
폴 바두라 스코다, 말콤 빌슨, 안드라스 쉬프, 크리스티안 베 주이 덴 후트, 로날드 브루 티검, 알렉세이 루비 몹, 듀엣 케이티 및 마리 엘 Labeque, 유안 쉥, 게리 쿠퍼, 외 르크 데 무스, 등 현대 하프시 코드 연주자와 피아니스트가 포르테 피아노 연주에서 두각을 나타냈다. 리차드에가, 리처드 풀러, 로버트 힐, 제프리 랭커스터, 블라디미르 펠 츠먼, 로버트 레빈, 스티븐 루빈, 바트 반 오트, 트레버 핀녹, 비비아나 소프로 닛 스키, 안드레아스 스테이에, 멜빈 탄, 조스 반 임 머실 및 올가 파시 쉥코.